# Le Rap-à-Billy

Le Rap-à-Billy est une chanson hip-hop écrite et interprétée par Lucien Francoeur et dont la musique est composée par Charles Foucrault. Le titre provient d'un jeu de mots entre les genres musicaux rap et rock, en interchangeant ce dernier dans l'expression rockabilly.
La pièce est extraite de l'album Jour et nuit publié en 1983 et devient un succès radiophonique au Québec.

## Synopsis
La chanson raconte l'histoire d'une femme (Shirley) qui téléphone à un ami (le narrateur) pour lui demander de composer « une toune parlée, comme à radio». Le couple sort ensuite dans le centre-ville et propose au disc jockey de faire jouer du rapabilly. La soirée se termine dans un party, où ils proposent à une fille, provoquée par un ennui du rock, d'écouter du rap pour se calmer.

## Adaptation
En 2007, Malik Shaheed propose à Lucien Francoeur une nouvelle version de sa chanson qui deviendra le Rap à Billy, le Rap à Malik. La chanson ne sera pas endisquée mais un vidéoclip sera fait maintenant en vedette Lucien Francoeur, Mike Gauthier, entre autres.